# New Bedford (Massachusetts)
New Bedford es una ciudad ubicada en el condado de Bristol, en el estado estadounidense de Massachusetts. En el censo de 2020 tenía una población de 102.882 habitantes y una densidad de 1521,11 personas por km².

## Geografía
Según la Oficina del Censo de los Estados Unidos, New Bedford tiene una superficie total de 62,5 km², de la cual 51,79 km² corresponden a tierra firme y (17,13%) 10,71 km² es agua.

## Historia
Fue una población de mayoría cuáquera y el principal puerto ballenero de EE. UU., sucediendo a Newport, en Rhode Island. De NB parten los personajes de Moby Dick. La ciudad cuenta con un museo ballenero. Un edificio notable de la ciudad es la Friends Meeting House, la casa de adoración de los cuáqueros, asentados en la vecina Dartmouth desde el siglo XVII. A comienzos del siglo XIX llegó al pueblo una nutrida comunidad irlandesa, y a finales del siglo, portugueses y gentes de las colonias de Portugal se asentaron en NB, atraídos por la pesca ballenera.

## Demografía
Según el censo de 2010, había 95.072 personas residiendo en New Bedford. La densidad de población era de 1.521,11 hab./km². De los 95.072 habitantes, New Bedford estaba compuesto por el 74,47% de blancos, el 6,4% eran afroamericanos, el 1,28% eran amerindios, el 0,94% eran asiáticos, el 0,05% eran isleños del Pacífico, el 11,18% eran de otras razas y el 5,68% pertenecían a dos o más razas. Del total de la población, el 16,74% eran hispanos o latinos de cualquier raza.

## Educación
Escuelas Públicas de New Bedford gestiona las escuelas públicas.